# Lista planetelor minore/164001–164100
Aceasta este Lista planetelor minore/164001–164100; pentru a naviga prin lista completă vezi Lista planetelor minore.
Pentru ale detalii vezi și Proiect:Astronomie sau Portal:Astronomie.
| Nume           | Denumire provizorie | Data descoperirii | Locul descoperirii | Descoperitor(i)  |
| -------------- | ------------------- | ----------------- | ------------------ | ---------------- |
| 164001 -       | 2003 UP170          | 22 octombrie 2003 | Kitt Peak          | Spacewatch       |
| 164002 -       | 2003 UU172          | 20 octombrie 2003 | Socorro            | LINEAR           |
| 164003 -       | 2003 UE174          | 21 octombrie 2003 | Kitt Peak          | Spacewatch       |
| 164004 -       | 2003 UR174          | 21 octombrie 2003 | Kitt Peak          | Spacewatch       |
| 164005 -       | 2003 US185          | 21 octombrie 2003 | Kitt Peak          | Spacewatch       |
| 164006 Thierry | 2003 UT185          | 21 octombrie 2003 | Saint-Sulpice⁠(d)   | Saint-Sulpice⁠(d) |
| 164007 -       | 2003 UW186          | 22 octombrie 2003 | Socorro            | LINEAR           |
| 164008 -       | 2003 UJ189          | 22 octombrie 2003 | Kitt Peak          | Spacewatch       |
| 164009 -       | 2003 UZ189          | 22 octombrie 2003 | Kitt Peak          | Spacewatch       |
| 164010 -       | 2003 UV192          | 20 octombrie 2003 | Kitt Peak          | Spacewatch       |
| 164011 -       | 2003 UX194          | 20 octombrie 2003 | Palomar            | NEAT             |
| 164012 -       | 2003 UL197          | 21 octombrie 2003 | Kitt Peak          | Spacewatch       |
| 164013 -       | 2003 UT197          | 21 octombrie 2003 | Anderson Mesa      | LONEOS           |
| 164014 -       | 2003 UO200          | 21 octombrie 2003 | Socorro            | LINEAR           |
| 164015 -       | 2003 UC203          | 21 octombrie 2003 | Kitt Peak          | Spacewatch       |
| 164016 -       | 2003 UK204          | 21 octombrie 2003 | Kitt Peak          | Spacewatch       |
| 164017 -       | 2003 UL206          | 22 octombrie 2003 | Socorro            | LINEAR           |
| 164018 -       | 2003 UP207          | 22 octombrie 2003 | Socorro            | LINEAR           |
| 164019 -       | 2003 UR208          | 22 octombrie 2003 | Kitt Peak          | Spacewatch       |
| 164020 -       | 2003 UC219          | 21 octombrie 2003 | Socorro            | LINEAR           |
| 164021 -       | 2003 UQ220          | 21 octombrie 2003 | Anderson Mesa      | LONEOS           |
| 164022 -       | 2003 UA222          | 22 octombrie 2003 | Socorro            | LINEAR           |
| 164023 -       | 2003 UZ222          | 22 octombrie 2003 | Socorro            | LINEAR           |
| 164024 -       | 2003 UZ224          | 22 octombrie 2003 | Socorro            | LINEAR           |
| 164025 -       | 2003 UH226          | 22 octombrie 2003 | Kitt Peak          | Spacewatch       |
| 164026 -       | 2003 UT227          | 23 octombrie 2003 | Kitt Peak          | Spacewatch       |
| 164027 -       | 2003 UY232          | 24 octombrie 2003 | Socorro            | LINEAR           |
| 164028 -       | 2003 UA241          | 24 octombrie 2003 | Kitt Peak          | Spacewatch       |
| 164029 -       | 2003 UA244          | 24 octombrie 2003 | Socorro            | LINEAR           |
| 164030 -       | 2003 UJ245          | 24 octombrie 2003 | Socorro            | LINEAR           |
| 164031 -       | 2003 UQ247          | 24 octombrie 2003 | Socorro            | LINEAR           |
| 164032 -       | 2003 UR249          | 25 octombrie 2003 | Socorro            | LINEAR           |
| 164033 -       | 2003 UC251          | 25 octombrie 2003 | Socorro            | LINEAR           |
| 164034 -       | 2003 UX252          | 26 octombrie 2003 | Kitt Peak          | Spacewatch       |
| 164035 -       | 2003 UH254          | 24 octombrie 2003 | Kitt Peak          | Spacewatch       |
| 164036 -       | 2003 UZ255          | 25 octombrie 2003 | Socorro            | LINEAR           |
| 164037 -       | 2003 UP257          | 25 octombrie 2003 | Socorro            | LINEAR           |
| 164038 -       | 2003 UP264          | 27 octombrie 2003 | Socorro            | LINEAR           |
| 164039 -       | 2003 UE265          | 27 octombrie 2003 | Socorro            | LINEAR           |
| 164040 -       | 2003 UQ265          | 27 octombrie 2003 | Kitt Peak          | Spacewatch       |
| 164041 -       | 2003 UF266          | 28 octombrie 2003 | Socorro            | LINEAR           |
| 164042 -       | 2003 UO269          | 29 octombrie 2003 | Catalina           | CSS              |
| 164043 -       | 2003 UM278          | 25 octombrie 2003 | Socorro            | LINEAR           |
| 164044 -       | 2003 US279          | 27 octombrie 2003 | Kitt Peak          | Spacewatch       |
| 164045 -       | 2003 UC283          | 29 octombrie 2003 | Anderson Mesa      | LONEOS           |
| 164046 -       | 2003 UW283          | 30 octombrie 2003 | Socorro            | LINEAR           |
| 164047 -       | 2003 UL296          | 16 octombrie 2003 | Kitt Peak          | Spacewatch       |
| 164048 -       | 2003 UO298          | 16 octombrie 2003 | Kitt Peak          | Spacewatch       |
| 164049 -       | 2003 UC302          | 17 octombrie 2003 | Kitt Peak          | Spacewatch       |
| 164050 -       | 2003 UO307          | 18 octombrie 2003 | Kitt Peak          | Spacewatch       |
| 164051 -       | 2003 UL314          | 19 octombrie 2003 | Kitt Peak          | Spacewatch       |
| 164052 -       | 2003 VC5            | 15 noiembrie 2003 | Kitt Peak          | Spacewatch       |
| 164053 -       | 2003 VP5            | 15 noiembrie 2003 | Kitt Peak          | Spacewatch       |
| 164054 -       | 2003 VH6            | 14 noiembrie 2003 | Palomar            | NEAT             |
| 164055 -       | 2003 VL8            | 15 noiembrie 2003 | Palomar            | NEAT             |
| 164056 -       | 2003 VO10           | 15 noiembrie 2003 | Kitt Peak          | Spacewatch       |
| 164057 -       | 2003 WR10           | 18 noiembrie 2003 | Kitt Peak          | Spacewatch       |
| 164058 -       | 2003 WV11           | 18 noiembrie 2003 | Palomar            | NEAT             |
| 164059 -       | 2003 WH13           | 16 noiembrie 2003 | Catalina           | CSS              |
| 164060 -       | 2003 WV16           | 18 noiembrie 2003 | Palomar            | NEAT             |
| 164061 -       | 2003 WF29           | 18 noiembrie 2003 | Kitt Peak          | Spacewatch       |
| 164062 -       | 2003 WL38           | 19 noiembrie 2003 | Socorro            | LINEAR           |
| 164063 -       | 2003 WP40           | 19 noiembrie 2003 | Kitt Peak          | Spacewatch       |
| 164064 -       | 2003 WY46           | 18 noiembrie 2003 | Palomar            | NEAT             |
| 164065 -       | 2003 WN50           | 19 noiembrie 2003 | Socorro            | LINEAR           |
| 164066 -       | 2003 WY55           | 20 noiembrie 2003 | Socorro            | LINEAR           |
| 164067 -       | 2003 WH65           | 19 noiembrie 2003 | Kitt Peak          | Spacewatch       |
| 164068 -       | 2003 WJ66           | 19 noiembrie 2003 | Socorro            | LINEAR           |
| 164069 -       | 2003 WK69           | 19 noiembrie 2003 | Kitt Peak          | Spacewatch       |
| 164070 -       | 2003 WV70           | 20 noiembrie 2003 | Palomar            | NEAT             |
| 164071 -       | 2003 WT80           | 20 noiembrie 2003 | Catalina           | CSS              |
| 164072 -       | 2003 WS81           | 18 noiembrie 2003 | Palomar            | NEAT             |
| 164073 -       | 2003 WR84           | 19 noiembrie 2003 | Catalina           | CSS              |
| 164074 -       | 2003 WD86           | 21 noiembrie 2003 | Palomar            | NEAT             |
| 164075 -       | 2003 WU87           | 22 noiembrie 2003 | Socorro            | LINEAR           |
| 164076 -       | 2003 WE89           | 16 noiembrie 2003 | Catalina           | CSS              |
| 164077 -       | 2003 WP91           | 18 noiembrie 2003 | Kitt Peak          | Spacewatch       |
| 164078 -       | 2003 WK94           | 19 noiembrie 2003 | Anderson Mesa      | LONEOS           |
| 164079 -       | 2003 WS94           | 19 noiembrie 2003 | Anderson Mesa      | LONEOS           |
| 164080 -       | 2003 WJ96           | 19 noiembrie 2003 | Anderson Mesa      | LONEOS           |
| 164081 -       | 2003 WB97           | 19 noiembrie 2003 | Anderson Mesa      | LONEOS           |
| 164082 -       | 2003 WX102          | 21 noiembrie 2003 | Socorro            | LINEAR           |
| 164083 -       | 2003 WU103          | 21 noiembrie 2003 | Socorro            | LINEAR           |
| 164084 -       | 2003 WR121          | 20 noiembrie 2003 | Socorro            | LINEAR           |
| 164085 -       | 2003 WD122          | 20 noiembrie 2003 | Kitt Peak          | Spacewatch       |
| 164086 -       | 2003 WM122          | 20 noiembrie 2003 | Socorro            | LINEAR           |
| 164087 -       | 2003 WU122          | 20 noiembrie 2003 | Socorro            | LINEAR           |
| 164088 -       | 2003 WQ125          | 20 noiembrie 2003 | Socorro            | LINEAR           |
| 164089 -       | 2003 WV126          | 20 noiembrie 2003 | Socorro            | LINEAR           |
| 164090 -       | 2003 WF132          | 19 noiembrie 2003 | Kitt Peak          | Spacewatch       |
| 164091 -       | 2003 WY134          | 21 noiembrie 2003 | Socorro            | LINEAR           |
| 164092 -       | 2003 WX136          | 21 noiembrie 2003 | Socorro            | LINEAR           |
| 164093 -       | 2003 WF142          | 21 noiembrie 2003 | Socorro            | LINEAR           |
| 164094 -       | 2003 WT142          | 21 noiembrie 2003 | Palomar            | NEAT             |
| 164095 -       | 2003 WS144          | 21 noiembrie 2003 | Socorro            | LINEAR           |
| 164096 -       | 2003 WZ155          | 29 noiembrie 2003 | Socorro            | LINEAR           |
| 164097 -       | 2003 WU156          | 29 noiembrie 2003 | Kitt Peak          | Spacewatch       |
| 164098 -       | 2003 WX161          | 30 noiembrie 2003 | Socorro            | LINEAR           |
| 164099 -       | 2003 WE163          | 30 noiembrie 2003 | Kitt Peak          | Spacewatch       |
| 164100 -       | 2003 WV166          | 18 noiembrie 2003 | Palomar            | NEAT             |